# ITP Holdings
In Technical Productions Holdings Limited，簡稱ITP Holdings（港交所：8446），在2009年，由主席楊浩廷，於總部香港成立「In Technical Productions Limited」。業務在的流行音樂演唱會視像顯示解決方案。
股份在2017年6月14日於港交所創業板上市。配售股份價格為0.3港元，配售股份數目為2億股，集資額為6000萬港元。

## 外部連結
- intechproductions.com（页面存档备份，存于）